# Gasen
Gasen ist eine Gemeinde mit 848 Einwohnern (Stand 1. Jänner 2025) im Bezirk Weiz im österreichischen Bundesland Steiermark.

## Geografie
Die Naturparkgemeinde Gasen liegt in der Region Almenland Teichalm-Sommeralm in der Oststeiermark. Das Gemeindegebiet umfasst das obere Tal des Gasenbaches, einem rechten Nebenfluss der Feistritz. Der tiefste Punkt der Gemeinde liegt im Osten auf 730 Meter Meereshöhe. Die Grenze im Süden verläuft über Streberkogel (1447 m) und Zechnerschlag/Rohregg (1434 m) zur 1150 Meter hohen Wasserscheide zum Breitenauer Bach im Westen. Den Norden begrenzen Reschenkogel (1350 m), Feichtkogel (1443 m), Aibelhöhe (1449 m) und die höchste Erhebung der Gemeinde, der Sauernkogel (1451 m).
Die Gemeinde hat eine Fläche von 34 Quadratkilometer. Davon sind 58 Prozent bewaldet, 34 Prozent werden landwirtschaftlich genutzt und vier Prozent sind Almen.

### Gemeindegliederung
Das Gemeindegebiet umfasst folgende vier Ortschaften (in Klammern Einwohnerzahl Stand 1. Jänner 2025):
- Amassegg (181)
- Gasen (140)
- Mitterbach (119)
- Sonnleitberg (408)

Die Gemeinde besteht aus den Katastralgemeinden Amassegg, Gasen, Mitterbach und Sonnleitberg.

### Nachbargemeinden
|                               | Stanz im Mürztal (BM)                       | Fischbach |
| Breitenau am Hochlantsch (BM) | Kompassrose, die auf Nachbargemeinden zeigt | Birkfeld  |
|                               | Sankt Kathrein am Offenegg                  |           |

## Geschichte
Das früheste Schriftzeugnis ist von 1324 und lautet „Gezen“. Der Name geht auf slawisch jesen (Esche) zurück. Eine römerzeitliche Straße deutet jedoch auf eine weit frühere Besiedlung hin.
Erstmals urkundlich erwähnt wurde Gäsen (Gasen) 1406 im Zehentbuch des Bischofs von Seckau. Zwischen dem 16. und dem 19. Jahrhundert wurden Gold, Silber und Magneteisen abgebaut.

### Bevölkerungsentwicklung

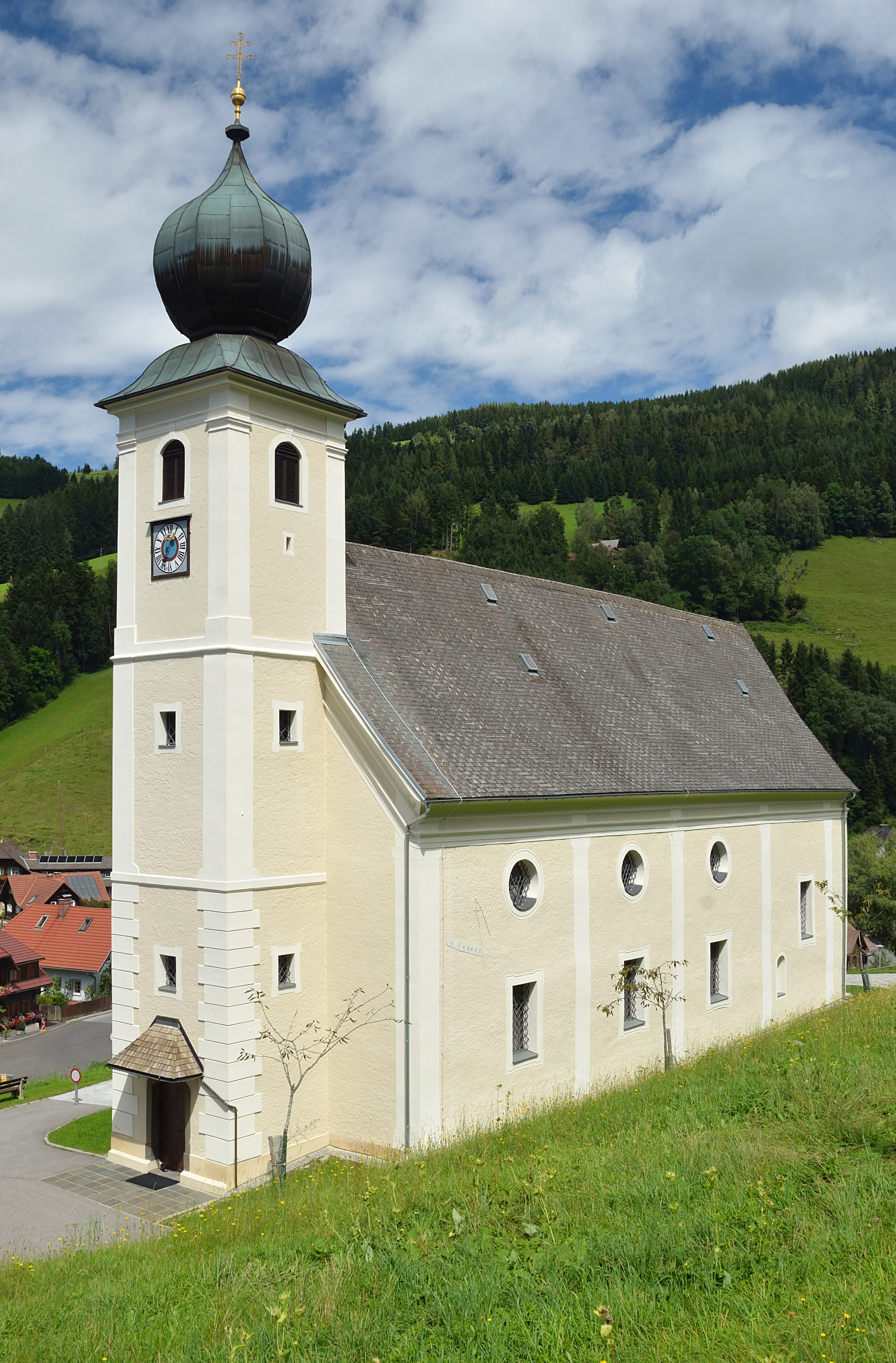
Pfarrkirche hl. Oswald

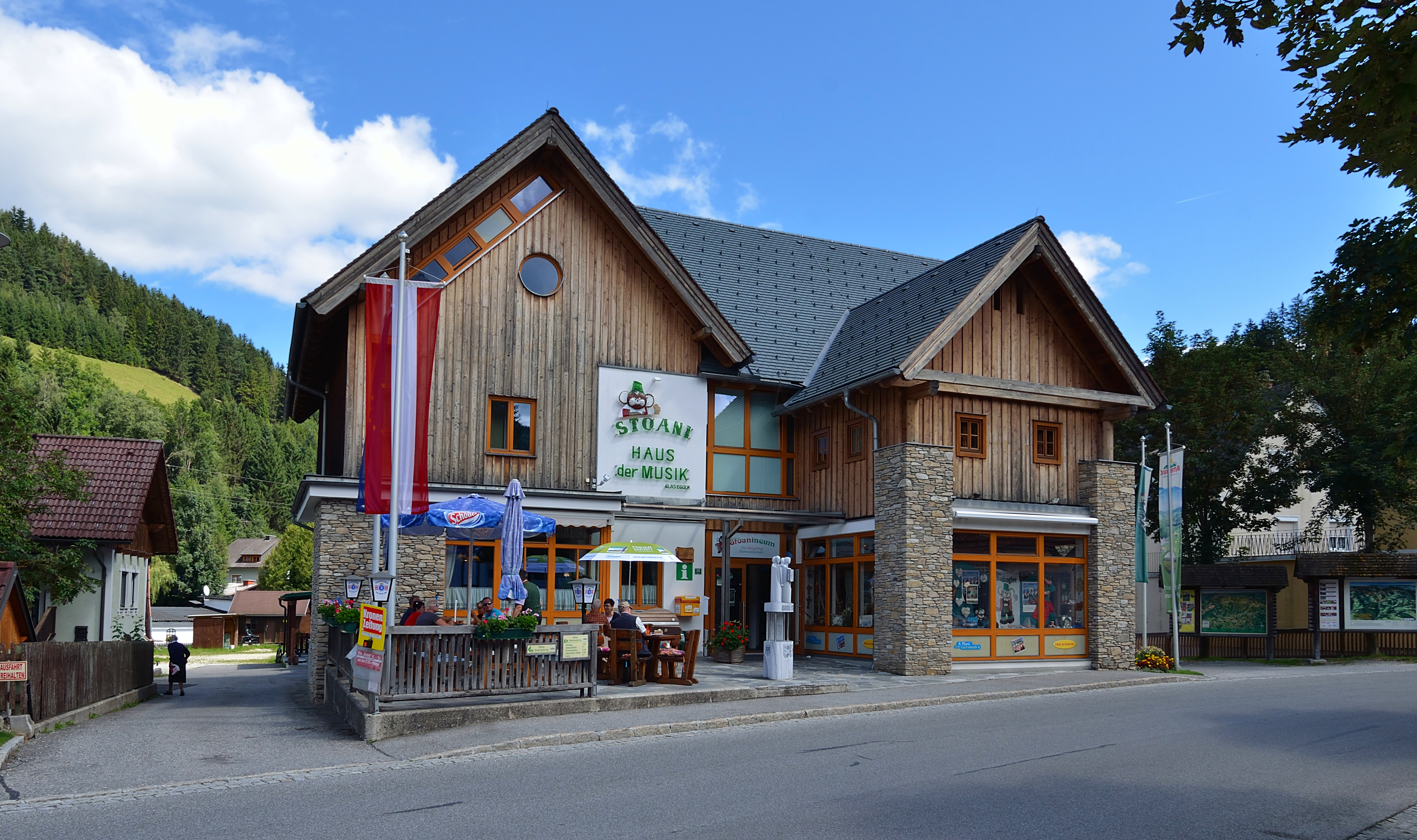
Stoani, Haus der Musik.

| Gasen: Einwohnerzahlen von 1869 bis 2024            | Gasen: Einwohnerzahlen von 1869 bis 2024 | Gasen: Einwohnerzahlen von 1869 bis 2024 | Gasen: Einwohnerzahlen von 1869 bis 2024 | Gasen: Einwohnerzahlen von 1869 bis 2024 |
| --------------------------------------------------- | ---------------------------------------- | ---------------------------------------- | ---------------------------------------- | ---------------------------------------- |
| Jahr                                                |                                          |                                          |                                          | Einwohner                                |
| 1869                                                | 1869                                     |                                          | 1.165                                    | 1.165                                    |
| 1880                                                | 1880                                     |                                          | 1.089                                    | 1.089                                    |
| 1890                                                | 1890                                     |                                          | 1.030                                    | 1.030                                    |
| 1900                                                | 1900                                     |                                          | 967                                      | 967                                      |
| 1910                                                | 1910                                     |                                          | 953                                      | 953                                      |
| 1923                                                | 1923                                     |                                          | 997                                      | 997                                      |
| 1934                                                | 1934                                     |                                          | 1.093                                    | 1.093                                    |
| 1939                                                | 1939                                     |                                          | 1.100                                    | 1.100                                    |
| 1951                                                | 1951                                     |                                          | 1.081                                    | 1.081                                    |
| 1961                                                | 1961                                     |                                          | 1.129                                    | 1.129                                    |
| 1971                                                | 1971                                     |                                          | 1.090                                    | 1.090                                    |
| 1981                                                | 1981                                     |                                          | 1.065                                    | 1.065                                    |
| 1991                                                | 1991                                     |                                          | 1.012                                    | 1.012                                    |
| 2001                                                | 2001                                     |                                          | 1.008                                    | 1.008                                    |
| 2011                                                | 2011                                     |                                          | 934                                      | 934                                      |
| 2021                                                | 2021                                     |                                          | 870                                      | 870                                      |
| 2024                                                | 2024                                     |                                          | 854                                      | 854                                      |
| Quelle(n): Statistik Austria, Gebietsstand 1.1.2021 |                                          |                                          |                                          |                                          |

## Kultur und Sehenswürdigkeiten

### Bauwerke
- Katholische Pfarrkirche Gasen hl. Oswald
- Sensenhammer Gasen

### Musik
Gasen ist Heimatort der Stoakogler, einer ehemaligen österreichischen volkstümlichen Musikgruppe. Das Stoani Haus der Musik beinhaltet eine Ausstellung, in der die Geschichte der Stoakogler im Speziellen und die Entwicklung der volkstümlichen Unterhaltungsmusik im Allgemeinen dargestellt werden.

### Sport und Freizeitaktivitäten
Am örtlichen Sportplatz finden regelmäßig Hobby-Fußballturniere statt. Alle 2 Jahre organisiert der Musikverein Gasen das Landesfußballturnier für Blasmusikanten, bei dem stets ca. 30 Herren- und 10 Damenmannschaften aus allen Teilen der Steiermark teilnehmen.
Am alljährlichen „Stoanilauf“ nehmen zahlreiche Amateursportler aus Nah- und Fern teil.
Im Winter organisiert der Sportverein Stocksportturniere sowie Schi- und Biathlon-Rennen.
Der Stoakogler Heimatwanderweg ist ein ca. 12 km langer Rundwanderweg entlang der Gehöfte der 3 Brüder Willingshofer.

## Wirtschaft und Infrastruktur

### Wirtschaftssektoren
Von den 104 landwirtschaftlichen Betrieben des Jahres 2010 wurden 36 im Haupterwerb geführt. Diese bewirtschafteten 56 Prozent der Flächen. Im Produktionssektor waren 51 der 53 Erwerbstätigen im Bereich Herstellung von Waren beschäftigt. Die größten Arbeitgeber im Dienstleistungssektor waren die Bereiche soziale und öffentliche Dienste (44), Handel (19), Beherbergung und Gastronomie (17) und freiberufliche Dienstleistungen (16 Mitarbeiter).
| Wirtschaftssektor            | Anzahl Betriebe | Anzahl Betriebe | Anzahl Betriebe | Erwerbstätige | Erwerbstätige | Erwerbstätige |
| Wirtschaftssektor            | 2021            | 2011            | 2001            | 2021          | 2011          | 2001          |
| ---------------------------- | --------------- | --------------- | --------------- | ------------- | ------------- | ------------- |
| Land- und Forstwirtschaft 1) | 58              | 104             | 106             | 77            | 93            | 90            |
| Produktion                   | 13              | 6               | 3               | 101           | 53            | 34            |
| Dienstleistung               | 33              | 40              | 22              | 122           | 108           | 84            |

1) Betriebe mit Fläche in den Jahren 2010 und 1999, Arbeitsstätten im Jahr 2021

### Ansässige Unternehmen
Neben Gastronomiebetrieben, Klein- und Einzelunternehmen sind in Gasen beheimatet:
- Willingshofer GmbH (Stahlbau, Maschinenbau, Lohnfertigung, Landmaschinen)
- Step GmbH (Elektrotechnik und erneuerbare Energie)

### Tourismusverband
Die Gemeinde bildet gemeinsam mit Fladnitz an der Teichalm, Breitenau am Hochlantsch, Passail, Pernegg an der Mur und St. Kathrein am Offenegg den Tourismusverband „Naturpark Almenland Teichalm-Sommeralm“. Dessen Sitz ist die Gemeinde Fladnitz an der Teichalm.

### Bildung
- Stoanineum (Musikschule für Erwachsene)[10]

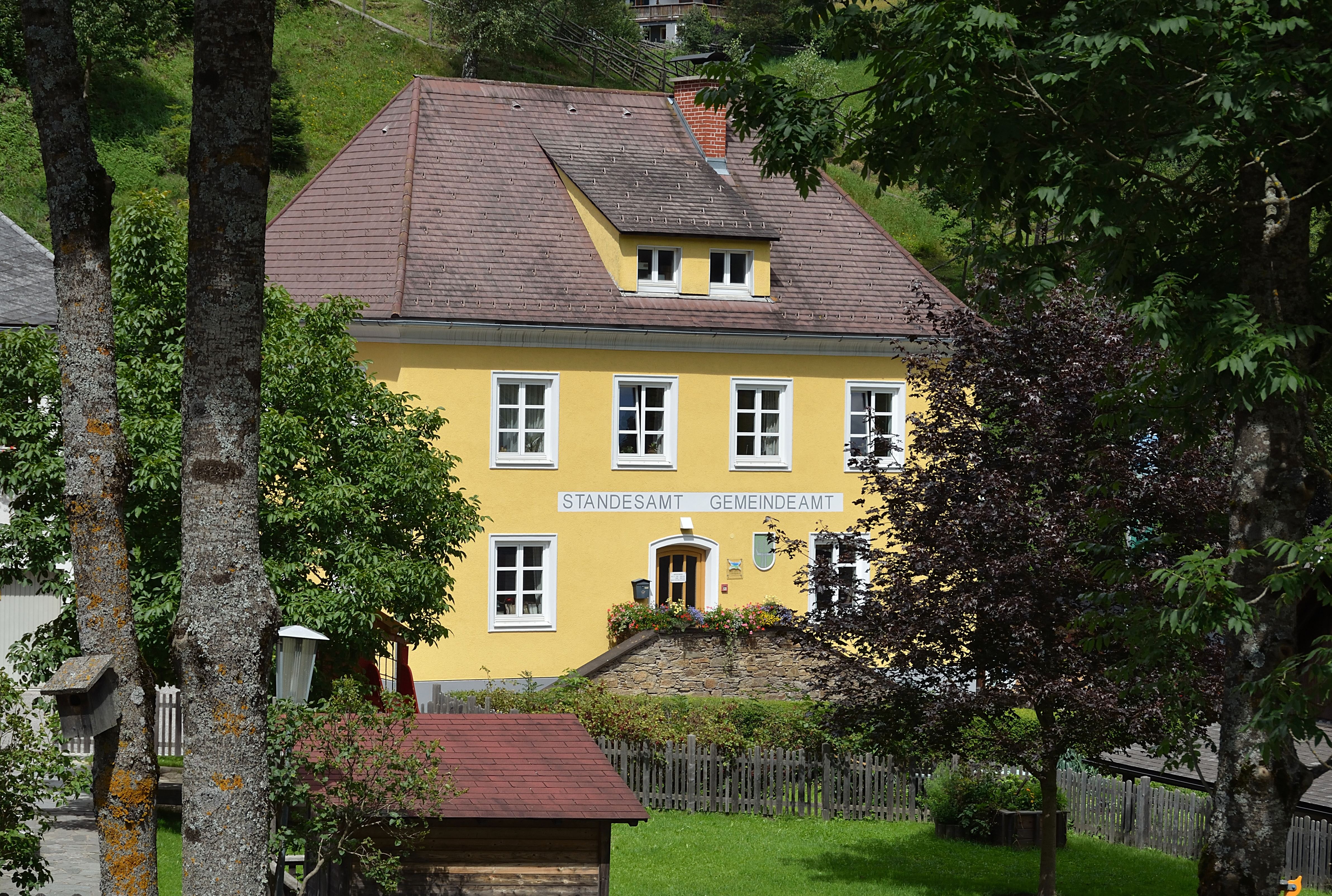
Gemeindeamt Gasen

## Politik

### Gemeinderat
Der Gemeinderat setzt sich nach den Wahlen von 2020 wie folgt zusammen: 7 ÖVP, 2 SPÖ:
| Partei | 2020    | 2020    | 2015  | 2015    |
| Partei | Prozent | Mandate | %     | Mandate |
| ------ | ------- | ------- | ----- | ------- |
| ÖVP    | 70,65   | 7       | 69,44 | 6       |
| SPÖ    | 29,35   | 2       | 30,56 | 3       |

### Bürgermeister
Bürgermeister seit der Zusammenlegung der Katastralgemeinden im Jahre 1952:
- Patritz Köberl (ÖVP) 1952–1955
- Peter Zierler (SPÖ) 1955–1970
- Johann Reiter (ÖVP) 1970–1998
- Erwin Gruber (ÖVP) seit 1998[12]

### Wappen
Das Wappen der Gemeinde Gasen wurde am 8. Mai 1989 verliehen. Es zeigt auf grünem Grund drei silberne Eschenblätter über zwei wachsenden Berghacken, Öhr an Öhr, seitlich an die Schildränder stoßend.
Die Einbindung der Eschen begründet sich im slawischen Ortsnamen „Jasen“ (Eschenbach). Die Berghacken symbolisieren die Bergbauvergangenheit des Ortes, während der grüne Grund auf den einstigen landesfürstlichen steirischen Besitz in Gasen deutet.

## Persönlichkeiten

### Ehrenbürger
- 1936: Johann Grahsl (1887–1945), Pfarrer von Gasen, zuvor bereits seit 1931 Ehrenbürger der Gemeinde Mitterbach
- 1977: Alfred Schlacher (1907–1979), Oberschulrat, Volksschuldirektor i. R., Autor der Gasen-Bücher
- 1993: Die Stoakogler (Reinhold, Hans und Fritz Willingshofer)
- 2008: Johann Reiter, Bürgermeister von Gasen 1970–1998
- 2015: Hermann Schützenhöfer (* 1952), Landeshauptmann der Steiermark

### Söhne und Töchter der Gemeinde
- Friedrich Fenz (1892–1943), SA-Führer